# Careproctus cypselurus
Careproctus cypselurus es una especie de pez del género Careproctus, familia Liparidae. Fue descrita científicamente por Jordan & Gilbert en 1898.
Se distribuye por el Pacífico Norte: frente a Japón y desde el mar de Ojotsk hasta Washington, EE. UU. La longitud estándar (SL) es de 32,3 centímetros. Especie batidemersal que puede alcanzar los 1775 metros de profundidad.
Está clasificada como una especie marina inofensiva para el ser humano.